# Saint-Gratien (Somme)
Pour les articles homonymes, voir Saint-Gratien.
Saint-Gratien est une commune française située dans le département de la Somme, en région Hauts-de-France.

## Géographie

### Localisation

#### Communes limitrophes
Le village est situé à 12 kilomètres au nord-est d'Amiens, sur l'axe Amiens - Arras, la route départementale 919 (RD 919).

### Hydrographie
La commune est située dans le bassin Artois-Picardie. Elle n'est drainée par aucun cours d'eau.

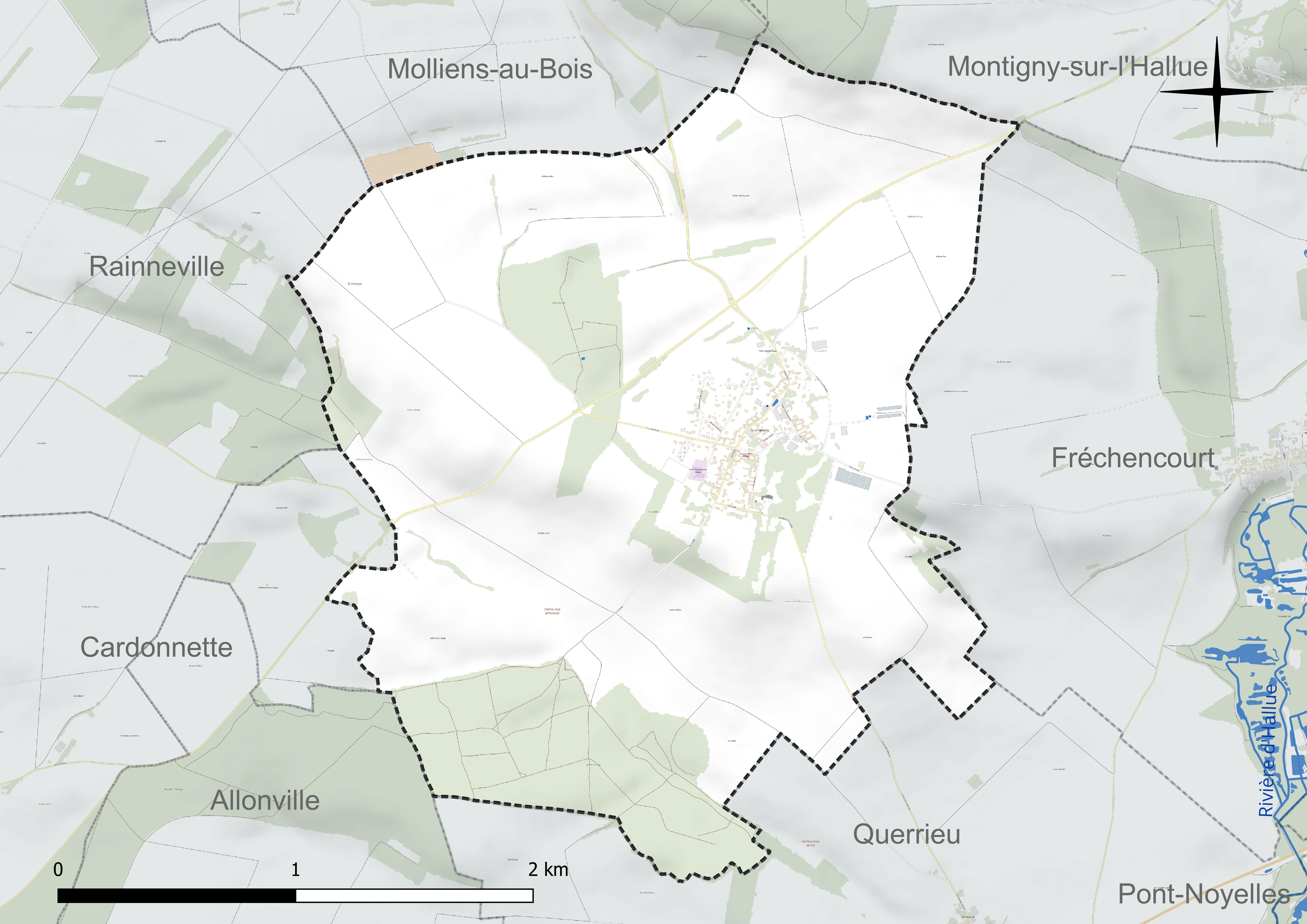
Réseau hydrographique de Saint-Gratien.

### Climat
Pour des articles plus généraux, voir Climat des Hauts-de-France et Climat de la Somme.
En 2010, le climat de la commune est de type climat océanique dégradé des plaines du Centre et du Nord, selon une étude du CNRS s'appuyant sur une série de données couvrant la période 1971-2000. En 2020, Météo-France publie une typologie des climats de la France métropolitaine dans laquelle la commune est exposée à un climat océanique et est dans la région climatique Nord-est du bassin Parisien, caractérisée par un ensoleillement médiocre, une pluviométrie moyenne régulièrement répartie au cours de l'année et un hiver froid (3 °C).
Pour la période 1971-2000, la température annuelle moyenne est de 10,3 °C, avec une amplitude thermique annuelle de 13,9 °C. Le cumul annuel moyen de précipitations est de 761 mm, avec 12,5 jours de précipitations en janvier et 8,6 jours en juillet. Pour la période 1991-2020, la température moyenne annuelle observée sur la station météorologique la plus proche, située sur la commune de Glisy à 10 km à vol d'oiseau, est de 11,1 °C et le cumul annuel moyen de précipitations est de 646,6 mm,. Pour l'avenir, les paramètres climatiques de la commune estimés pour 2050 selon différents scénarios d'émission de gaz à effet de serre sont consultables sur un site dédié publié par Météo-France en novembre 2022.

## Urbanisme

### Typologie
Au 1er janvier 2024, Saint-Gratien est catégorisée commune rurale à habitat dispersé, selon la nouvelle grille communale de densité à sept niveaux définie par l'Insee en 2022.
Elle est située hors unité urbaine. Par ailleurs la commune fait partie de l'aire d'attraction d'Amiens, dont elle est une commune de la couronne,. Cette aire, qui regroupe 369 communes, est catégorisée dans les aires de 200 000 à moins de 700 000 habitants,.

### Occupation des sols
L'occupation des sols de la commune, telle qu'elle ressort de la base de données européenne d'occupation biophysique des sols Corine Land Cover (CLC), est marquée par l'importance des territoires agricoles (81,2 % en 2018), une proportion identique à celle de 1990 (81,2 %). La répartition détaillée en 2018 est la suivante : 
terres arables (76,8 %), forêts (15,1 %), zones agricoles hétérogènes (4,3 %), zones urbanisées (3,6 %), milieux à végétation arbustive et/ou herbacée (0,1 %). L'évolution de l'occupation des sols de la commune et de ses infrastructures peut être observée sur les différentes représentations cartographiques du territoire : la carte de Cassini (XVIIIe siècle), la carte d'état-major (1820-1866) et les cartes ou photos aériennes de l'IGN pour la période actuelle (1950 à aujourd'hui).

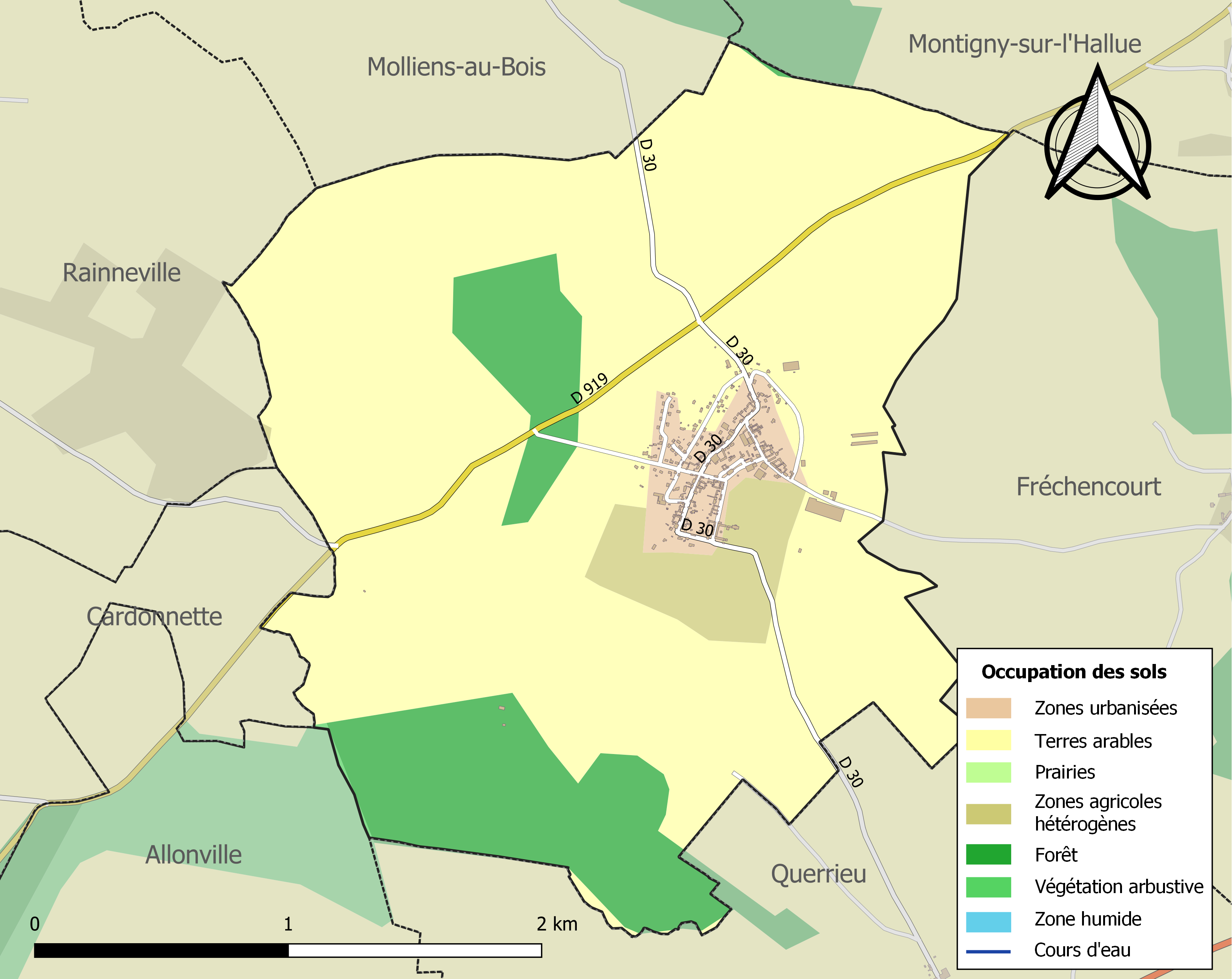
Carte des infrastructures et de l'occupation des sols de la commune en 2018 (CLC).

### Voies de communication et transports
La localité est desservie par les lignes d'autocars du réseau interurbain Trans'80 Hauts-de-France (ligne no 36).

## Toponymie
Le nom de la localité est attesté sous les formes Sanctus Gratianus (1164) ; Sanctus Gracianus (1301) ; Saint Gratien (1293) ; Saint Gracien (1300) ; S. Gratian (1638).
Le nom du village viendrait de ce que Gratien d'Amiens y aurait été martyrisé par les Romains en 303.

## Histoire

### Bataille de la Somme, 1918
En septembre 1917, les troupes australiennes Australian Imperial Force, AIF du Corps d'armée australien et néo-zélandais (ANZAC)  sont mises sous le commandement du général Sir W. W. Birdwood.

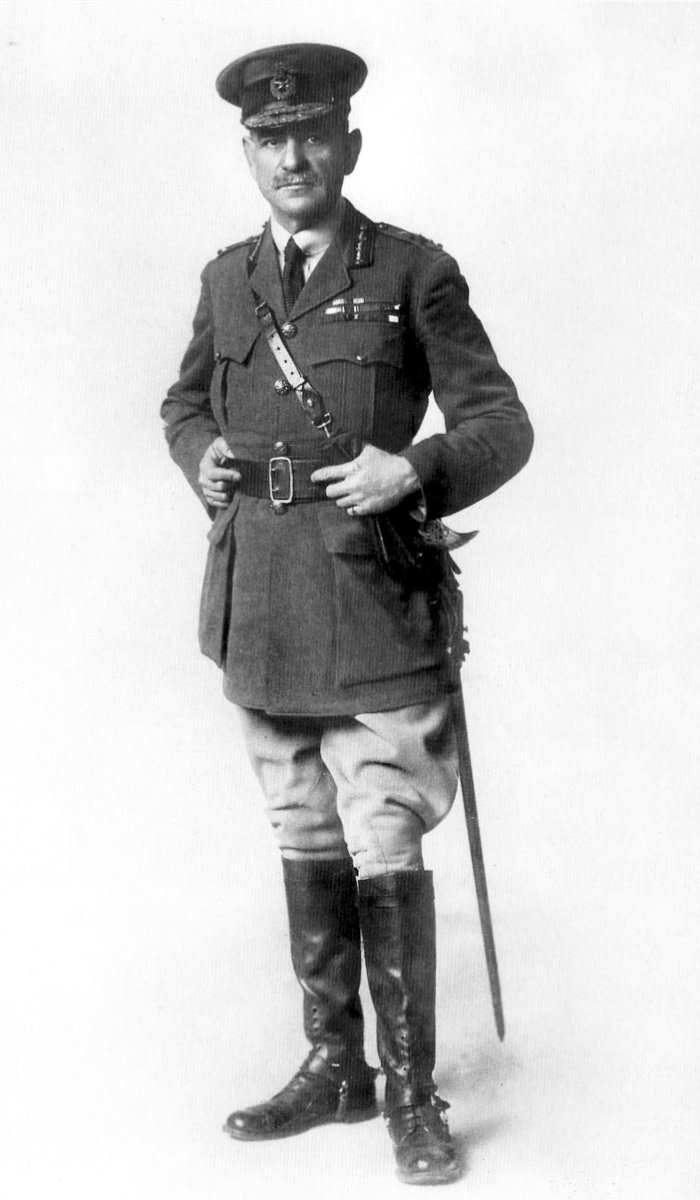
Le général John Monash, portrait de 1918.

Fin janvier 1918, les cinq divisions du général Birdwood, sont commandées par : Major général Sir H. B. Volker, Smith, Vc, John Monash (GHQ à Franvillers), Sainclair-Mac-Lagan, Sir Hobs (GHQ au château de Bussy-lès-Daours).
Le 30 mars, à la suite du bombardement de Franvillers, le quartier général de la 3e division des troupes australiennes "Australian Imperial Force, AIF" est déplacé le même jour à Saint-Gratien.
Le 31 mai, Sir John Monash, commandant la 3e Division, prend le commandement du Corps Australien, et installe son quartier général au château de Saint-Gratien. En liaison avec les troupes canadiennes, il repoussera les Allemands qui s'étaient avancés jusqu'à Villers-Bretonneux.

Son état-major comprenait les généraux de brigade : C. H. Foot, R. A. Carruthers, Thomas Blamey, L.D. Fraser et W. A. Coxen (en).

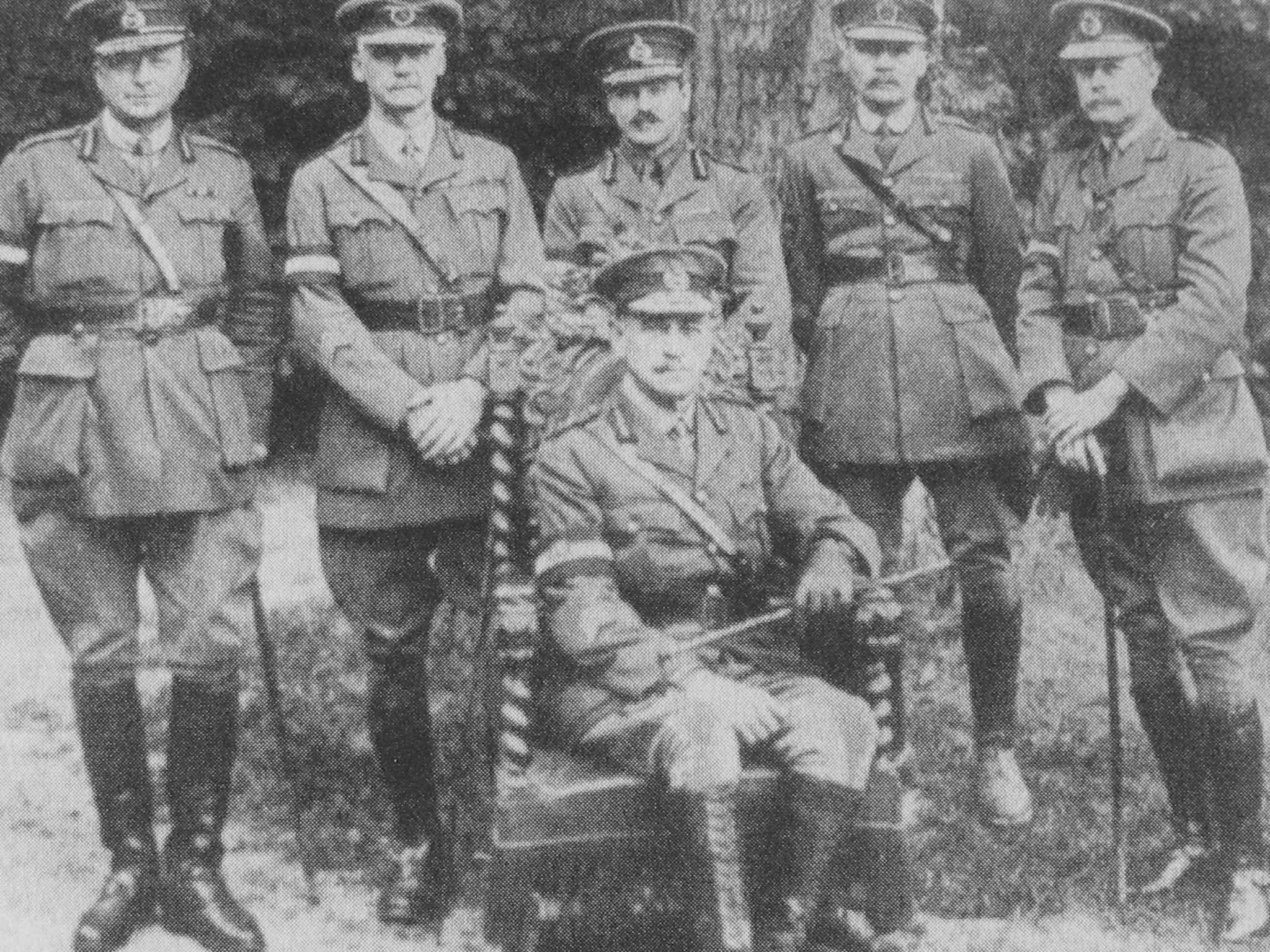
Le général John Monash et son état-major, au château de Saint-Gratien le 31 mai 1918.

## Politique et administration
De 1790 à 1801, Saint-Gratien a été l'une des quatorze communes relevant de l'Administration cantonale et de la Justice de paix  de Querrieux.
En l'an VII et jusqu'au 10 germinal de l'an VIII (30 mars 1800), tous les mariages civils du canton sont prononcés au chef-lieu conformément à l'article IV de la Loi du 13 fructidor de l'an VI (30 août 1798).

### Intercommunalité
La commune fait partie de la communauté de communes du Territoire Nord Picardie après avoir fait partie de la communauté de communes Bocage Hallue.

### Liste des maires
| Période                                  | Période                      | Identité         | Étiquette | Qualité                         |
| ---------------------------------------- | ---------------------------- | ---------------- | --------- | ------------------------------- |
| Les données manquantes sont à compléter. |                              |                  |           |                                 |
| mars 2001                                | 2008                         | Jean-Paul Durand |           |                                 |
| mars 2008                                | En cours (au 8 octobre 2020) | Bruno Massias    |           | Réélu pour le mandat 2020-2026, |

## Population et société

### Démographie
L'évolution du nombre d'habitants est connue à travers les recensements de la population effectués dans la commune depuis 1793. Pour les communes de moins de 10 000 habitants, une enquête de recensement portant sur toute la population est réalisée tous les cinq ans, les populations de référence des années intermédiaires étant quant à elles estimées par interpolation ou extrapolation. Pour la commune, le premier recensement exhaustif entrant dans le cadre du nouveau dispositif a été réalisé en 2004.

En 2022, la commune comptait 386 habitants, en évolution de +2,93 % par rapport à 2016 (Somme : −1,26 %, France hors Mayotte : +2,11 %).
| 1793 | 1800 | 1806 | 1821 | 1831 | 1836 | 1841 | 1846 | 1851 |
| ---- | ---- | ---- | ---- | ---- | ---- | ---- | ---- | ---- |
| 475  | 506  | 531  | 598  | 646  | 638  | 637  | 632  | 630  |

| 1856 | 1861 | 1866 | 1872 | 1876 | 1881 | 1886 | 1891 | 1896 |
| ---- | ---- | ---- | ---- | ---- | ---- | ---- | ---- | ---- |
| 641  | 617  | 559  | 539  | 535  | 517  | 478  | 434  | 411  |

| 1901 | 1906 | 1911 | 1921 | 1926 | 1931 | 1936 | 1946 | 1954 |
| ---- | ---- | ---- | ---- | ---- | ---- | ---- | ---- | ---- |
| 367  | 333  | 303  | 275  | 238  | 242  | 226  | 212  | 264  |

| 1962 | 1968 | 1975 | 1982 | 1990 | 1999 | 2004 | 2006 | 2009 |
| ---- | ---- | ---- | ---- | ---- | ---- | ---- | ---- | ---- |
| 220  | 225  | 240  | 337  | 362  | 371  | 355  | 346  | 361  |

| 2014 | 2019 | 2022 | - | - | - | - | - | - |
| ---- | ---- | ---- | - | - | - | - | - | - |
| 375  | 382  | 386  | - | - | - | - | - | - |

### Enseignement
L'école primaire de l'Hallue scolarise les enfants de la commune.

### Culte
Le village dispose de trois lieux de culte catholiques, l'église Saint-Gratien, la chapelle Notre-Dame-de-Liesse et un oratoire dédié à saint Gratien.

## Culture locale et patrimoine

### Lieux et monuments

#### Château
Le château appartint d'abord aux seigneurs du même nom, puis à deux familles échevinales d'Amiens, May au XVe siècle et Saint-Delis au XVIe. Il fut ensuite la possession des Hirzel, protestants suisses, dont le général Salomon Hirzel de Saint-Gratien. En 1786, il fut acquis par Jean-Baptiste Jourdain de Thieulloy, issu d'une famille amiénoise anoblie en 1735, qui entreprit la reconstruction du château dans un style néo-classique. Les travaux étaient achevés en 1789. La craie provenait de la carrière voisine de Bavelincourt.
Le château comprend un corps de logis rectangulaire orienté nord-sud, et une cour de communs à l'ouest, avec écuries, pigeonnier, chapelle. Le corps de logis est constitué d'un avant-corps central légèrement saillant, pourvu d'un étage de combles, et de deux ailes un peu moins hautes. Les façades sont ornées de quelques sculptures, bustes de Flore et de Cérès (côté nord), sphinges entourant l'escalier (côté sud). Sur le plafond du grand salon, une peinture à l'huile sur enduit représente le lever du jour avec Apollon, l'Aurore, la Nuit.
L'ensemble fait l'objet d'une inscription au titre des monuments historiques depuis le 21 décembre 1954.

#### Église

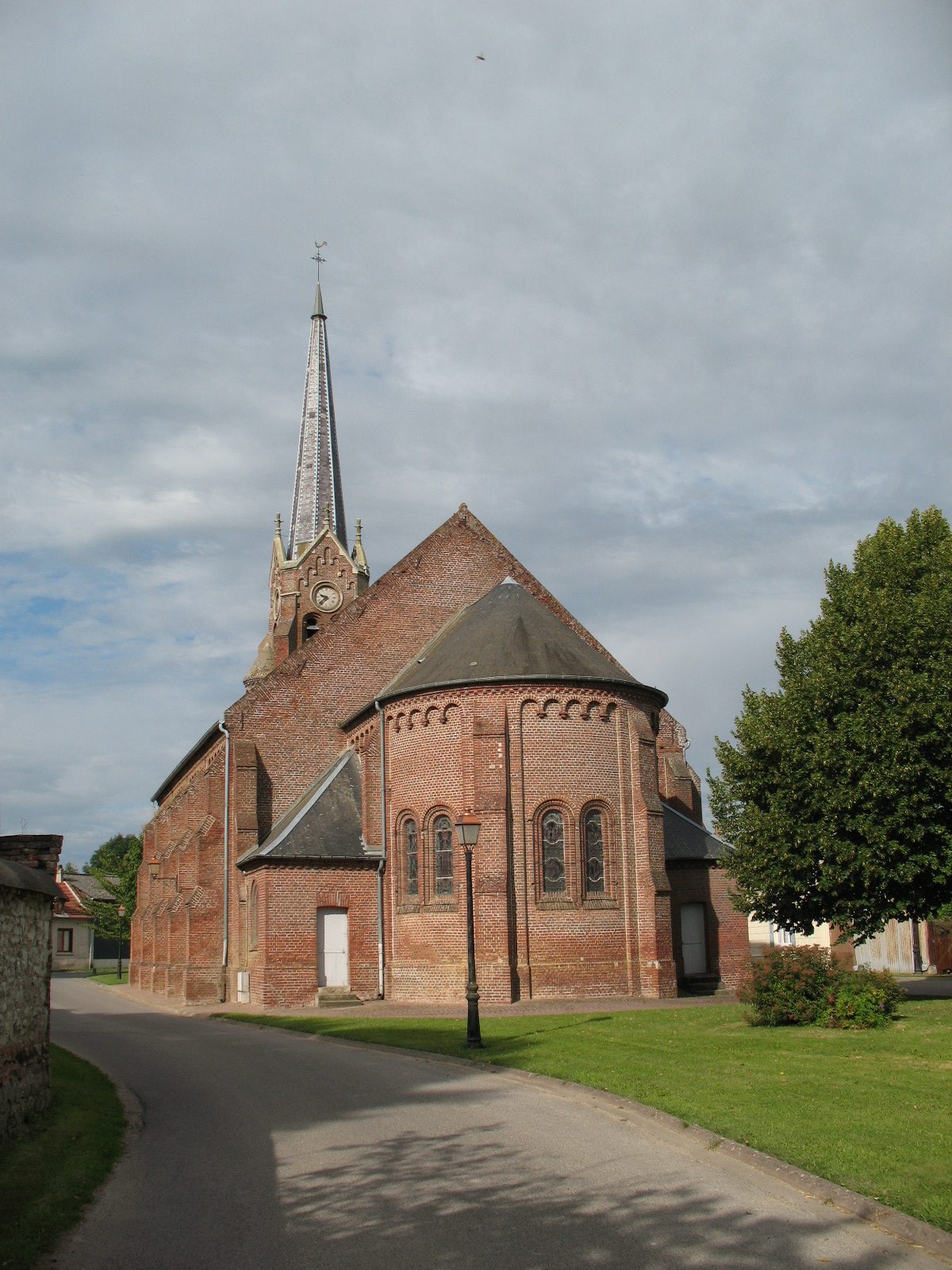
Église de Saint-Gratien.

L'église est dédiée à saint Gratien d'Amiens, qui fut martyrisé ici-même. Elle a été construite sur les plans de l'architecte diocésain Alexandre Grigny en 1864. En 1866, l'Impératrice Eugénie fait don à l'église d'un chemin de croix en néo-plastique-bois.

#### Chapelle Notre-Dame-de-Liesse
Sur un soubassement de grès, cette chapelle date de 1778, en mémoire d'une fillette piétinée par un troupeau de vaches.

#### Oratoire de Saint-Gratien
Édifié en 1999, il contient la statue du saint local, réalisée en 1996 par Jean-Pierre Facquier.

### Héraldique
| Blason de Saint-Gratien | Blason  | Écartelé : au 1er d'argent, au buste de saint Gratien de carnation, d'azur, paré de gueules, chevelé et barbé de sable, auréolé d'or, au 2e d'argent à trois lions de sable, au 3e d'azur à trois fleurs de lis d'or, au 4e d'or à trois noisettes d'argent, renversées posées en barre, involucrées et tigées de sinople ; à la fasce de gueules chargée de l'inscription « Saint Gratien » en lettres onciales de sable brochant sur la partition. |
| Blason de Saint-Gratien | Détails | Le statut officiel du blason reste à déterminer. |

### Personnalités liées à la commune
- Salomon Hirzel de Saint-Gratien (1739-1801), officier suisse, général des armées françaises puis russes.

## Pour approfondir